# دادگاه استیناف نورلاند بالا

نشان دادگاه استیناف نورلاند بالا

محدوده فعالیت دادگاه

دادگاه استیناف نورلاند بالا (به سوئدی: Hovrätten för Övre Norrland) یک دادگاه عالی و تجدیدنظر است که مخصوص استان نوربوتن و استان وستربوتن سوئد فعالیت می‌کند.
ساختمان این دادگاه در شهر اومئو قرار دارد و یکی از بناهای قدیمی این شهر است که قبل از آتش‌سوزی ۱۸۸۸ میلادی که با سنگ ساخته شده است.
ساختمان در بین سال‌های ۸۷-۱۸۸۶ ساخته شده است در ۱۶ دسامبر ۱۹۳۶ با دستور گوستاو پنجم سوئد پادشاه این کشور به دادگاه استیناف نورلاند بالا اختصاص داده شد. راه‌اندازی این دادگاه برای کاهش حجم کار دادگاه اسویا بوده است.